# Tavriiske, Krasnoperekopsk
Tavriiske (în ucraineană Таврійське) este un sat în comuna Sovhozne din raionul Krasnoperekopsk, Republica Autonomă Crimeea, Ucraina.

## Demografie
Componența lingvistică a localității Tavriiske
     Rusă (73,07%)
     Ucraineană (22,71%)
     Tătară crimeeană (3,8%)
     Alte limbi (0,1%)
Conform recensământului din 2001, majoritatea populației localității Tavriiske era vorbitoare de rusă (73,07%), existând în minoritate și vorbitori de ucraineană (22,71%) și tătară crimeeană (3,8%).